# Polimnia Sarengu
Polimnia Sarengu (grec. Πολύμνια Σαρέγκου; ur. 11 maja 1972 w Salonikach) – grecka koszykarka, występująca na pozycjach silnej skrzydłowej lub środkowej, olimpijka.

## Osiągnięcia
Na podstawie, o ile nie zaznaczono inaczej.

### Drużynowe
- Mistrzyni:
  - EuroCup (2010)[2]
  - Grecji (2008–2010)[3][4][5]
- Zdobywczyni Pucharu Grecji (2008, 2010)[3][5]
- Uczestniczka międzynarodowych rozgrywek Eurocup (2008–2010)

### Indywidualne
- Liderka ligi greckiej w punktach (2006)

### Reprezentacja
Seniorska
- Brązowa medalistka śródziemnomorskich (1991)
- Uczestniczka:
  - igrzysk:
    - igrzysk olimpijskich (2004 – 7. miejsce)[6][7]
    - śródziemnomorskich (1991, 1997 – 4. miejsce)

  - mistrzostw Europy (2001 – 10. miejsce, 2003 – 9. miejsce, 2005 – 10. miejsce, 2007 – 13. miejsce)
  - kwalifikacji do Eurobasketu (1999, 2001, 2007)
  - turnieju FIBA Diamond Ball (2004 – 4. miejsce)

Młodzieżowe
- Uczestniczka mistrzostw Europy U–16 (1989 – 9. miejsce)